# Francis Edward Bache
Francis Edward Bache, angleški skladatelj in organist, * 14 september 1833, Birmingham, † 24. avgust 1858, Birmingham.